# الأماكن المقدسة البهائية
الأماكن المقدسة البهائية هي أماكن تشكل جزءًا من المركز البهائي العالمي في إسرائيل. تتضمن مباني المركز البهائي العالمي الأماكن المقدسة البهائية المستخدمة للحج والهيئات الإدارية العالمية للدين البهائي؛ وهي تضم أكثر من 20 مكتبًا إداريًا مختلفًا ومباني الحجاج والمكتبات والمحفوظات والأماكن التاريخية والأضرحة. تقع جميع هذه الأماكن وسط أكثر من 30 حديقة مختلفة أو شرفات فردية.
وتقع الأماكن نفسها في حيفا وعكا والبهجة بإسرائيل. وتعود جذور موقع مباني المركز البهائي العالمي إلى سجن  بهاءالله في عكا، القريبة من حيفا، من قبل الإمبراطورية العثمانية خلال فترة الحكم العثماني على فلسطين، في القرن التاسع عشر، إسرائيل الآن.
العديد من الأماكن المقدسة البهائية في حيفا وما حولها عكا، بما في ذلك المدرجات ومرقد "ضريح"  الباب على المنحدر الشمالي على جبل الكرمل، وضريح  بهاءالله، وقصر البهجة، وقصر المزرعة تم نقشها على قائمة التراث العالمي في يوليو 2008.   الأضرحة البهائية "هي المواقع الأولى المرتبطة بتقاليد دينية جديدة نسبيًا تعترف بها قائمة التراث العالمي."  تعتبر لجنة التراث العالمي التابعة لليونسكو المواقع "ذات قيمة عالمية بارزة ومسجلة للشهادة التي تقدمها لتقاليد الحج البهائية الراسخة ولمعناها العميق للدين." 

## حيفا
حيفا هي ثالث أكبر مدينة في إسرائيل، والميناء البحري في الأسفل وعلى جبل الكرمل، وتقع على ساحل البحر الأبيض المتوسط. في عام 1891م، لقد عين بهاءالله بنفسه جبل الكرمل موقعًا لضريح  الباب. لاحقًا، فقد كتب بهاءالله في لوح الكرمل أن جبل الكرمل سيكون الموقع الفعلي للمركز البهائي العالمي.

### مقام الباب

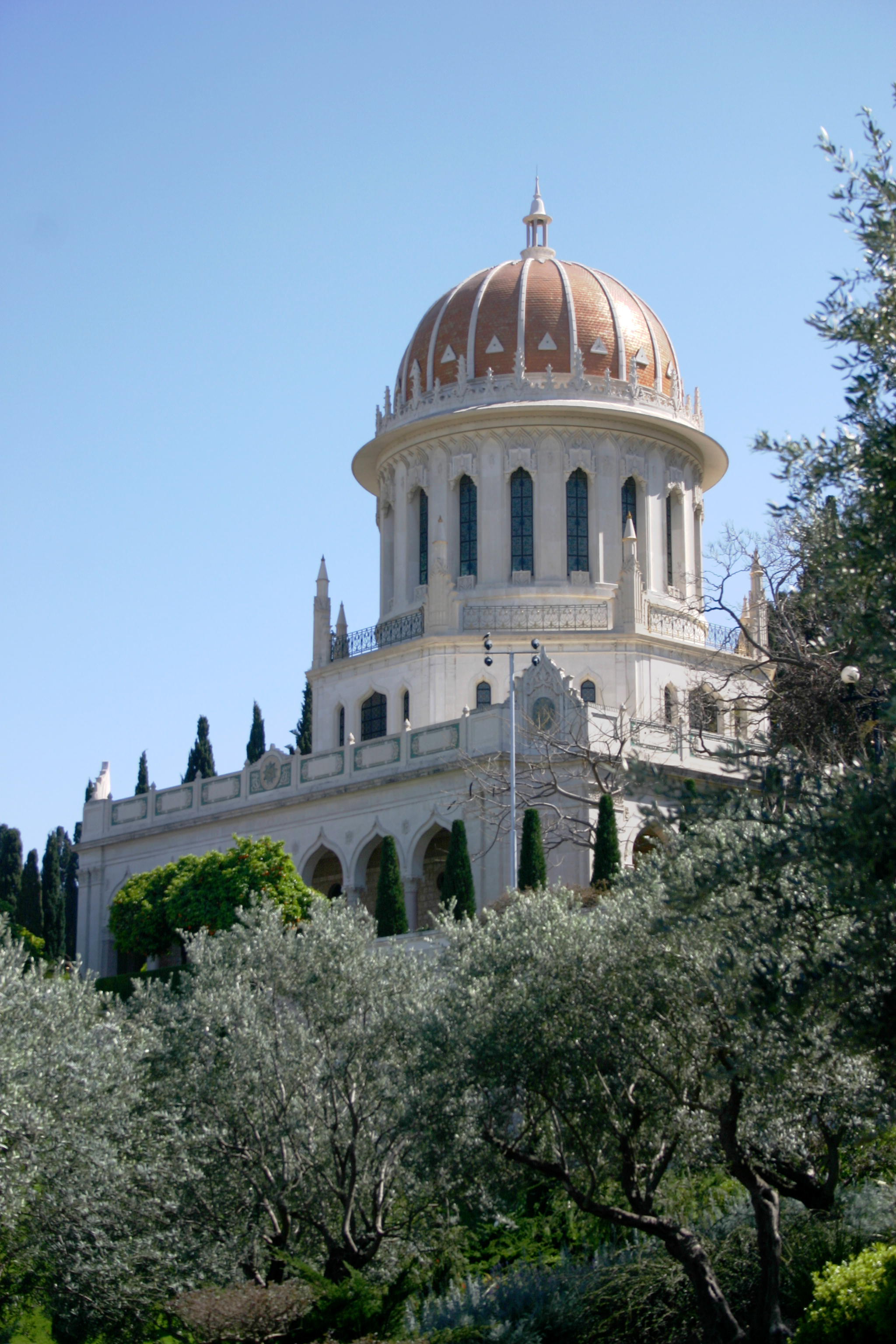
مقام الباب

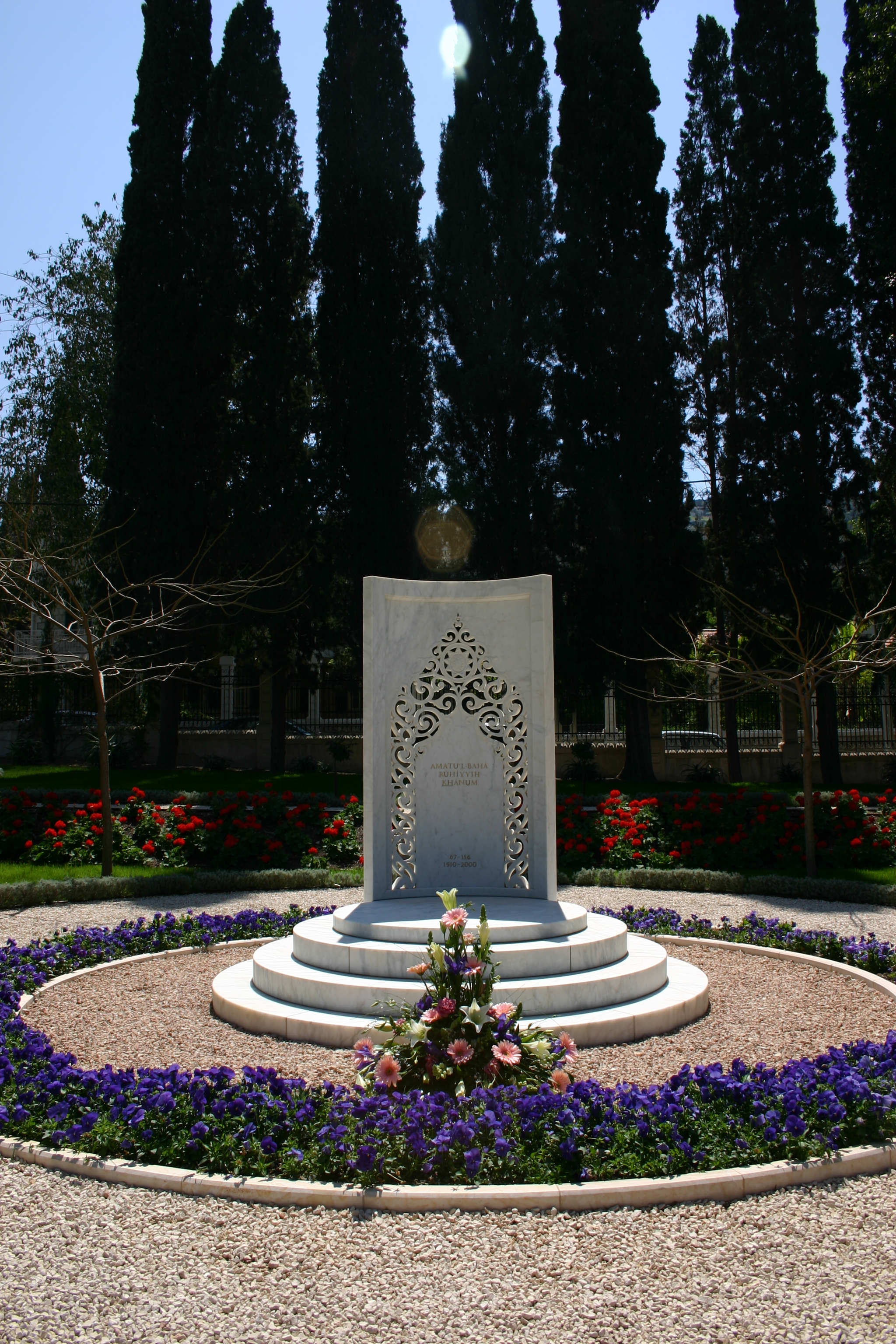
مرقد روحية خانم في حيفا

"ضريح" مقام  الباب هو الموقع الذي تم فيه دفن رفات الباب أخيرًا. تم تحديد الموقع من قبل  بهاءالله نفسه في عام 1891م بينما كان يخيم مع  عبد البهاء على جبل الكرمل. الموقع فوق المستعمرة الألمانية مباشرة ، والتي أنشأتها جمعية تيمبلر الألمانية في ستينيات القرن التاسع عشر، والتي كانت تعمل من أجل ملكوت الله على الأرض. تم بناء الضريح الأولي من قبل عبد البهاء وتم الانتهاء منه في عام 1909م. وبعد سنوات عديدة، تم الانتهاء من البناء الفوقي من قبل  شوقي أفندي، وتم تدشينه أخيرًا في عام 1953م. 
المهندس المعماري ويليام ساذرلاند ماكسويل، وهو كندي بهائي كان مهندسًا معماريًا للفنون الجميلة ووالد زوجة شوقي أفندي. قدم  شوقي أفندي إرشادات شاملة، بما في ذلك استخدام الأساليب الغربية والشرقية، لكنه ترك التفاصيل الفنية لماكسويل. يهدف تصميم ماكسويل لأعمدة الجرانيت روز بافينو والأقواس الحجرية ذات الطراز الشرقي والقبة الذهبية إلى تنسيق النسب والأسلوب الشرقي والغربي. تم تصميم بعض الجوانب المتبقية من الهندسة الإنشائية للقبة من قبل البروفيسور هـ. نيومان من جامعة التخنيون في حيفا. 
بعد وفاة ماكسويل في عام 1952م، ساعد ليروي إيواس، وهو بهائي أمريكي كان مرتبطًا بشكل وثيق ببناء مشرق الأذكار في ويلميت، إلينوي،  شوقي أفندي في عملية البناء. استخدم إيواس مهاراته الإدارية وعقله العملي للإشراف على بناء الطبلة والقبة، وهي مهمة تم تنفيذها دون توفر الآلات المتطورة. 

#### مرقد عبد البهاء المؤقت

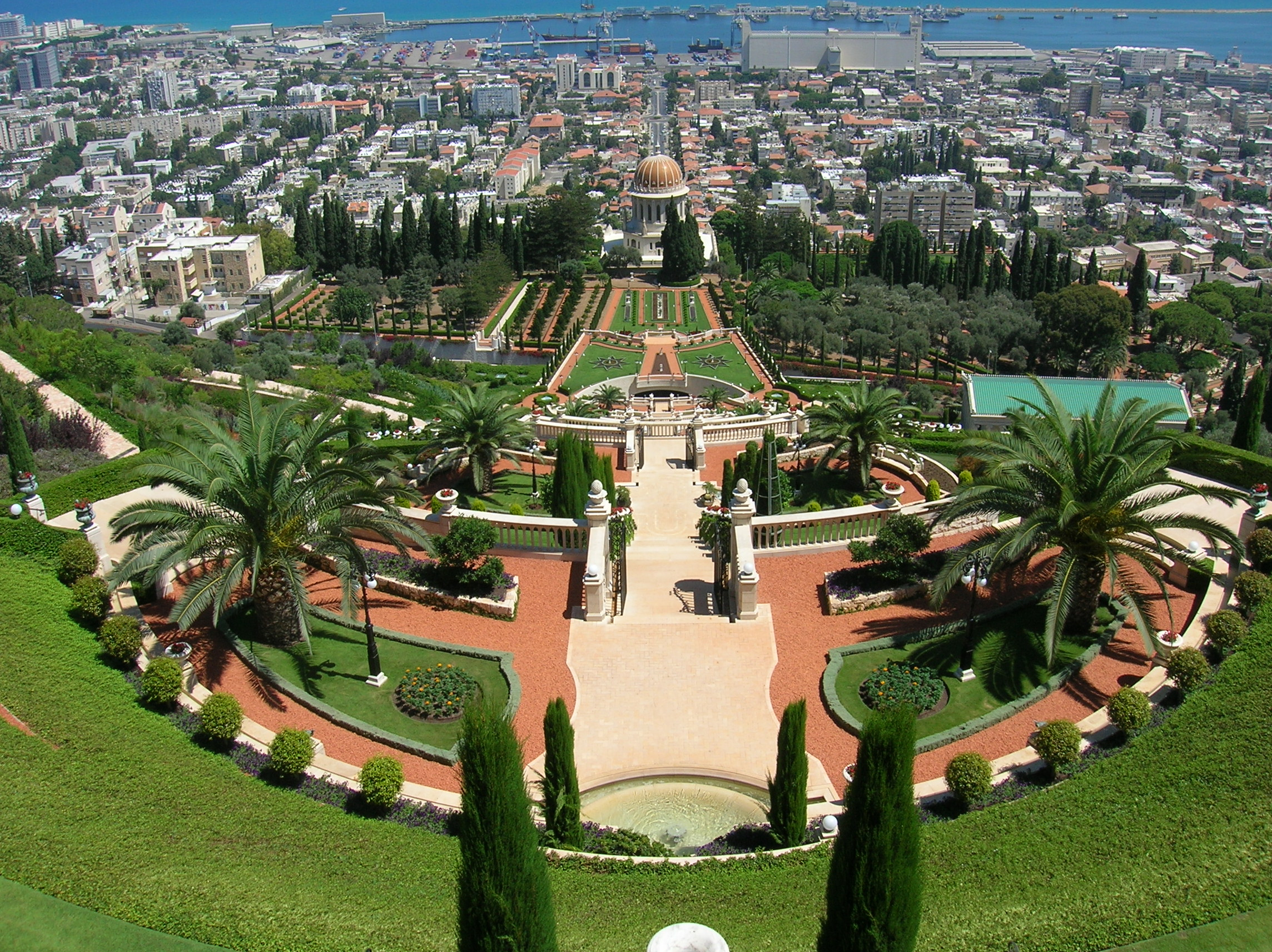
الحدائق البهائية- حيفا

مرقد عبد البهاء هو المكان الذي دفن فيه رفات عبد البهاء .

### القوس

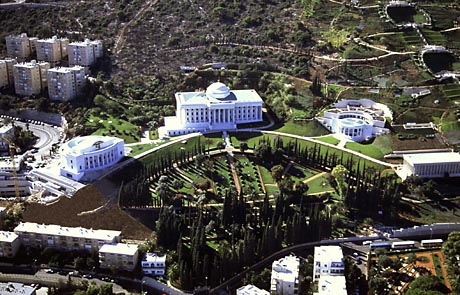
منظر جوي لمجمع القوس البهائي على جبل الكرمل. من اليسار إلى اليمين: دار التبليغ العالمية ، مقر بيت العدل الأعظم، مركز دراسة النصوص والأبحاث، ومبنى دار الآثار العالمية.

القوس عبارة عن تجمع للمباني الإدارية على سفوح جبل الكرمل. وهي تشمل مقر بيت العدل الأعظم، ومقر مركز دار التبليغ العالمية، ودار الآثار العالمية، ومركز دراسة النصوص والأبحاث. المبنى الخامس، المكتبة البهائية العالمية، لم يتم بناؤها بعد. 
كتب بهاءالله في لوح الكرمل أن الله "سوف يبحر بسفينته " على جبل الكرمل وقال إن الجبل سيكون "مقر عرشه".   تم تفسير هذا البيان من قبل  شوقي أفندي، رئيس الديانة البهائية خلال النصف الأول من القرن العشرين، على أنه يشير إلى إنشاء بيت العدل الأعظم، الهيئة الادارية للبهائيين؛ وارتباطاً بهذه المؤسسة، ارتبطت النبوءة بعدد من المؤسسات الإدارية التي ستنشأ على جبل الكرمل.  وقرر  شوقي أفندي أن تكون المباني التي تضم المؤسسات مصممة على شكل قوس وتحيط بها الحدائق. ستكون نقطة ارتكاز القوس هي الحدائق المراقد المقدسة، التي تضم مراقد بعض أفراد العائلة البهائية المقدسة.   وتشمل المباني ممراً تحت الأرض يربط بين المباني. 

#### دار الآثار العالمية

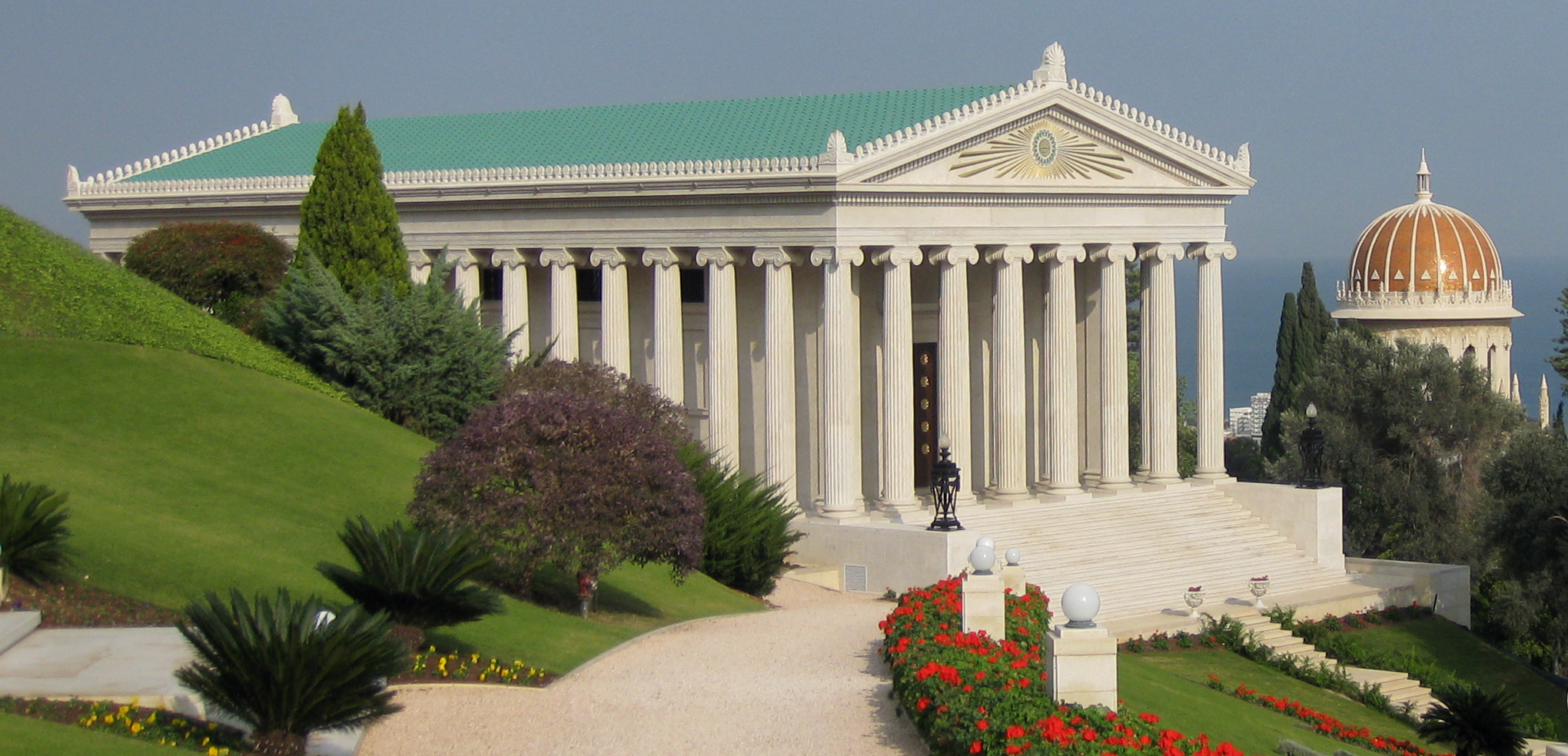
دار الآثار العالمية

دار الآثار العالمية هو أول صرح شامخ قدر له أن يتصدر الطليعة في تأسيس المركز الاداري العالمي للدين البهائي على جبل الكرمل ويحتوي على العديد من المقتنيات العينية النفيسة البهائية، بما في ذلك سيف الملا حسين، وشمائل بهاءالله ، ولوحة مرسومة ل الباب.
وقد اختار  شوقي أفندي معبد البارثينون كأساس للتصميم، ربما بسبب جماله الظاهري الدائم حتى بعد آلاف السنين.  وكانت تيجان الأعمدة الخمسين من الطراز الأيوني وليست من الطراز الدوري.  تم الانتهاء منه في عام 1957م ولكن  شوقي أفندي كان قد توفى وترك تأثيث الجزء الداخلي لزوجته روحية خانم.
في السابق، كانت الغرف الثلاث الخلفية لمرقد  الباب ومن ثم المبنى المجاور لحدائق االمراقد المقدسة والتي تسمى الآن دائرة الأماكن المقدسة، عبارة عن مباني أرشيفية مؤقتة.

#### مقر بيت العدل الأعظم

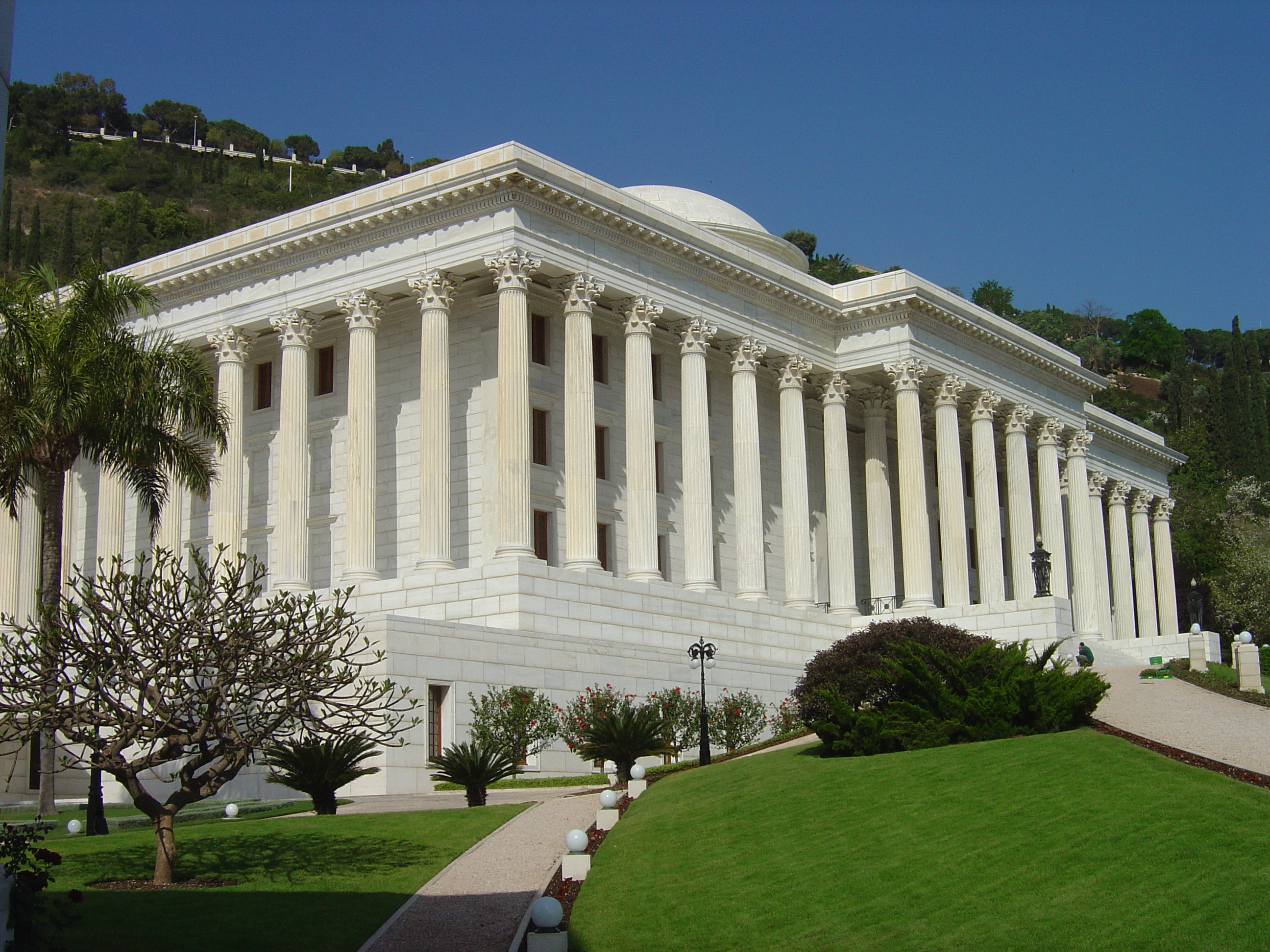
مقر بيت العدل الأعظم.

مقر بيت العدل الأعظم هو مبنى كبير يقع في حيفا، إسرائيل، حيث يعمل بيت العدل الأعظم. وتشمل على الغرفة التي يعقد فيها بيت العدل الأعظم اجتماعاته بالإضافة إلى قاعة الاستقبال وقاعة الطعام والمكتبة المرجعية وعدد قليل من المكاتب الأخرى التابعة للمركز البهائي العالمي.
يقع المبنى على قمة القوس ويحيط به ثمانية وخمسون عمودًا كورنثيًا ليعكس تصميم دائرى الآثار العالمية.  بدأ التخطيط للمبنى عام 1972م، وفي عام 1973م تم اختيار المهندس المعماري حسين أمانت. تم الانتهاء منه عام 1982م خلال المرحلة الثانية من البناء على القوس، ليتم شغله عام 1983م. 

#### مبنى دار التبليغ العالمية

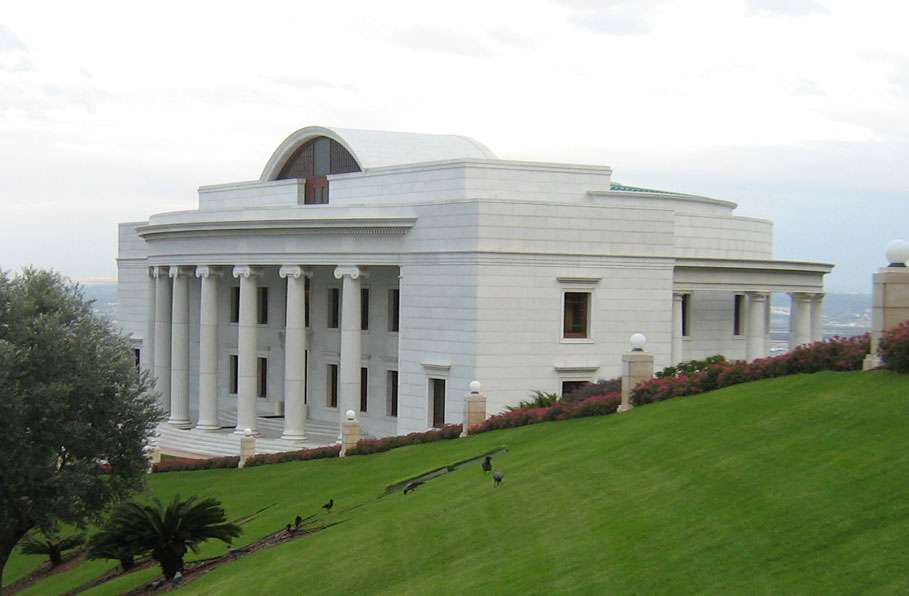
مبنى دار التبليغ العالمية

تم تشييد مبنى دار التبليغ العالمية في المرحلة الثالثة من بناء القوس، وهو المكان الذي يوجد فيه دار التبليغ العالمية. حسين أمانت كان هو المهندس المعماري له وتم الإعلان عن بنائه عام 1987م  والانتهاء منه عام 2000. 

#### مركز دراسة النصوص والأبحاث

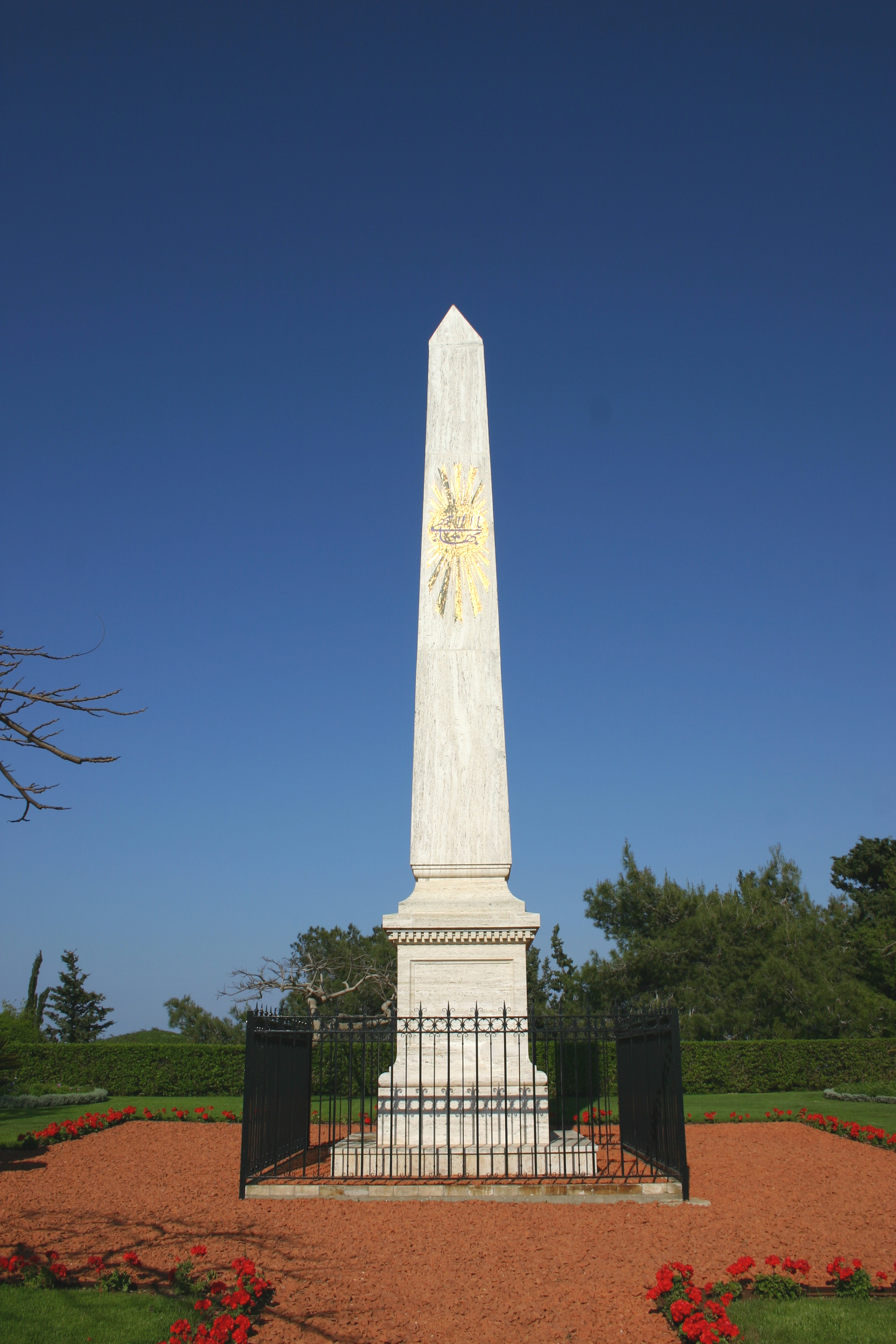
موقع مستقبلي للمعبد البهائي على جبل الكرمل في حيفا، إسرائيل

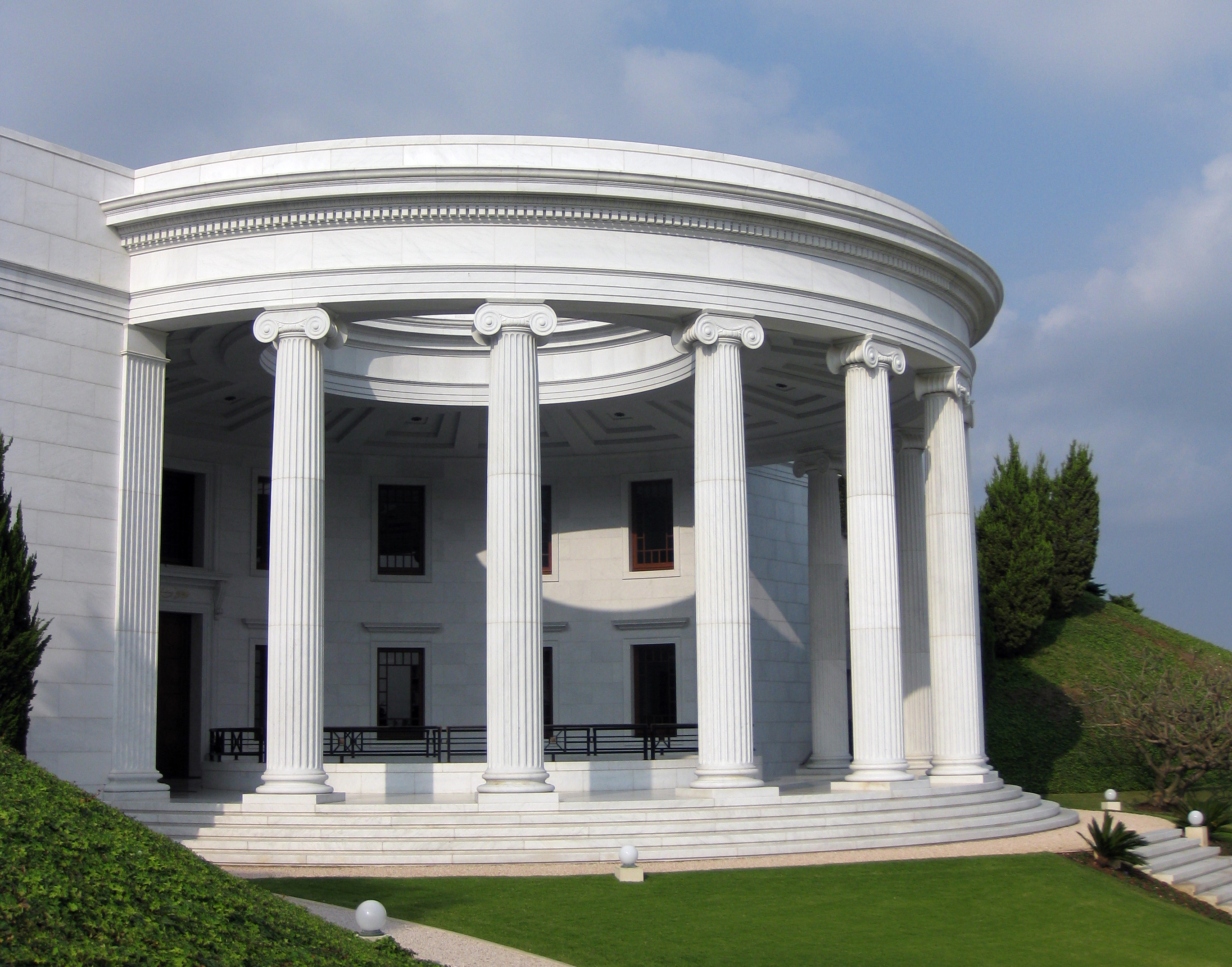
مركز دراسة النصوص والأبحاث

تم بناء مركز دراسة النصوص والأبحاث في المرحلة الثالثة من بناء القوس، وتشغلها الادارات والوكالات التي تعنى بالمسائل المتعلقة بدراسة التعاليم البهائية وتطبيقاتها وترجمتها لمساعدة بيت العدل الأعظم. المهندس المعماري للمبنى هو حسين أمانت واكتمل بناؤه عام 1999م.

#### مبنى المكتبة البهائية العالمية
مبنى المكتبة البهائية العالمية، الذي حددها  شوقي أفندي، لم يتم بناؤها بعد.  تحتوي مكتبة المركز البهائي العالمي على مجموعة واسعة من الأدب البهائي . وذكر بيت العدل الأعظم: "في العقود المقبلة، يجب أن تنمو وظائفه، وسيكون بمثابة مركز نشط للمعرفة في جميع المجالات، وسيصبح نواة لمؤسسات عظيمة للبحث والاكتشاف العلمي". 

#### حدائق المراقد المقدسة
حدائق المراقد المقدسة هي مجموعة من الحدائق التي تحتوي على مراقد بعض أفراد عائلة  بهاءالله. وتقع الآثار للمراقد عند نقطة ارتكاز قوس المباني الإدارية، الواقعة أسفل مقر بيت العدل الأعظم. وقد قام بتشييدها  شوقي أفندي بين عامي 1932م و1939م
وتشمل المراقد تلك
- آسية خانم (نواب؛ 1820 - 1886) — زوجة  بهاءالله
- بهائيه خانم (الورقة المباركة العليا) (1846م - 1932م) — ابنة  بهاءالله
- ميرزا مهدي (الغصن الأطهر) (1848م - 1870م) — الابن الأصغر ل بهاءالله من آسية خانم
- منيرة خانم (1847م - 1938م) — زوجة  عبد البهاء

### المدرجات
المدرجات عبارة عن مصاطب حديقة مكونة من 18+1 وتشمل مرقد  الباب على جبل الكرمل، تسعة منها تقع فوق المرقد وواحدة حوله وتسعة تحته.
توفر تسع دوائر متحدة المركز الشكل الهندسي الرئيسي للمدرجات الثمانية عشر. وكما أن تحديد الدائرة يفترض وجود مركز، كذلك فقد تم تصور المدرجات على أنها نابعة من مرقد  الباب. إن الشرفات الثمانية عشر بالإضافة إلى الشرفة الواحدة لمرقد  الباب تكون في المجمل تسعة عشر شرفة. تسعة عشر هو عدد هام ورمزي لكل من الديانتين البهائية والبابية.

#### مركز الزوار

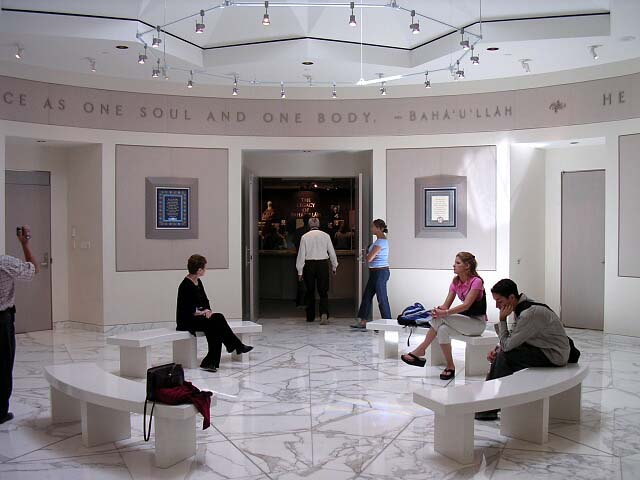
مركز زوار المدرجات

مركز الزوار عبارة عن مبنى تحت الأرض يقع في الشرفة الحادية عشرة خلف مرقد  الباب على جبل الكرمل. يمكن العثور عليه على مستوى الشارع تحت جسر حتزيونوت الذي تمر فوقه المدرجات.

### بيت عبد البهاء
قام عبد البهاء، الذي كان مركز الديانة البهائية من عام 1892م إلى عام 1921م، بتصميم وبناء منزل في حيفا في 7 شارع هبرسم (الفارسي) بعد وفاة والده  بهاءالله. اكتمل بناؤه عام 1908م، وانتقل  عبد البهاء إلى المنزل في أغسطس-آب 1910م. وأصبح مقر إقامته الرسمي. بعد أسفاره إلى الغرب، أصبح مكانًا لاستقبال حجاج المركز البهائي العالمي. تم انتخاب أول بيت العدل الأعظم في هذا البيت في عام 1963م.

### بيوت الحجاج (المسافرخانه)
تشير بيوت الحجاج إلى المباني التي يتم فيها استقبال الحجاج والزائرين وإيوائهم أثناء الحج إلى الأماكن المقدسة البهائية. كان هناك العديد من المباني المخصصة كبيوت للحجاج (المسافرين) البهائيين في منطقة حيفا.

#### بيت الحجاج الغربيين الأصلي
تم استخدام بيت الحجاج الغربيين الأصلي، الواقع في 4 شارع هبرسم (الفارسي) في حيفا، إسرائيل، كمنزل للحجاج البهائيين من أصل غربي، الذين أتوا للحج خلال السنوات الأولى من القرن العشرين، قبل أن يتم استبداله بـ بيت الحاج الغربي الجديد في 10 شارع هبرسم.
المنزل حاليًا جزء من المركز البهائي العالمي. بينما تم تأجيره في الأصل ليكون بمثابة منزل للحجاج، وبعد ذلك، تم شراء المنزل من قبل عبد البهاء . بعد أن تم استبداله ببيت الحجاج الغربي الجديد، تم استخدام الموقع بعد ذلك من قبل أفراد العائلة البهائية المقدسة. لقد ترك من قبل البهائيين قبل وقت قصير من إعادة شرائه من قبل بيت العدل الأعظم.

#### بيت الحجاج الغربي الثاني

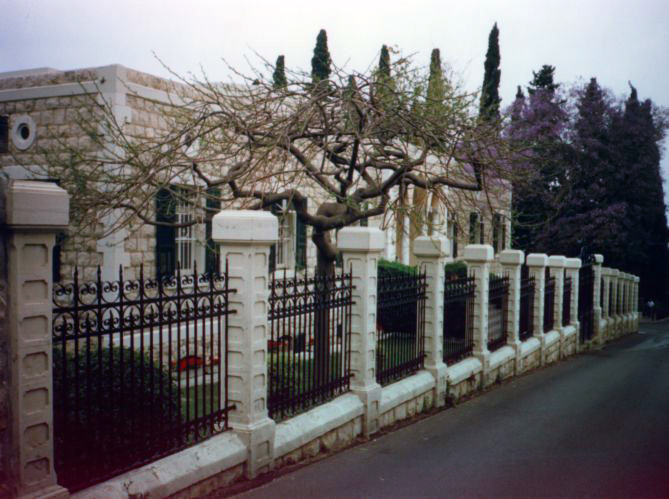
10 شارع هبرسم

تم استخدام بيت الحجاج الغربي الثاني، الواقع في 10 شارع هبرسم (يعني "فارسي") في حيفا، إسرائيل، كمنزل للحجاج من الديانة البهائية الذين جاءوا للحج خلال النصف الأول من القرن العشرين. وهو حاليًا جزء من المركز البهائي العالمي ويستخدم من قبل سكرتارية الجامعة البهائية العالمية والمكاتب ذات الصلة.
تم دفع ثمن المنزل في الأصل من قبل ويليام هاري راندال، وهو أمريكي بهائي ثري، الذي شعر أن مرافق بيت الحجاج الغربي السابق في 4 هابارسيم كانت غير كافية. بدأ بنائه بتعليمات من  عبد البهاء، لكنه لم يكتمل إلا في الفترة التي كان فيها شوقي أفندي وليا للأمر للدين البهائي. على الرغم من أنه كان في الأصل بمثابة بيت الحجاج للبهائيين الغربيين، فقد تم استخدامه لأغراض أخرى في الآونة الأخيرة:
- من عام 1951م إلى عام 1963م كان يضم المجلس البهائي العالمي ؛
- ومن عام 1963م إلى عام 1983م كانت بمثابة مقر بيت العدل الأعظم ؛
- من عام 1983م إلى عام 2000م تم استخدامه من قبل دار التبليغ العالمية

#### بيت الحجاج الشرقيين

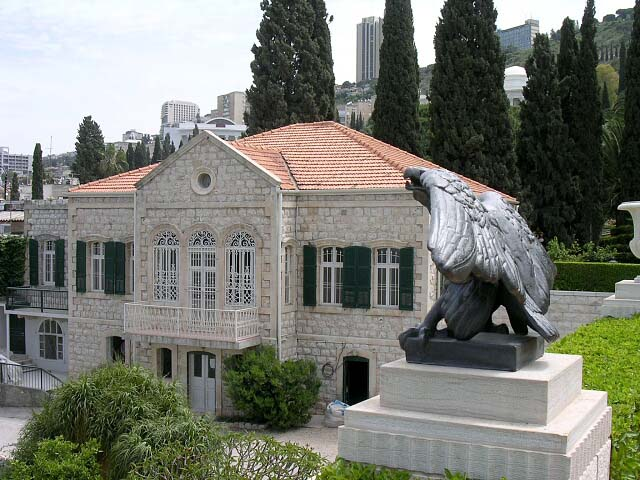
بيت الحج حيفا

بيت الحاج الشرقي أو "بيت الحاج حيفا" هو بيت للحجاج البهائيين عندما يذهبون للحج. تم بناء المنزل بعد أن دفن  عبد البهاء رفات  الباب على جبل الكرمل. أشرف على بناء هذا المبنى الحجري ميرزا جعفر رحماني من عشق آباد ، والذي دفع أيضًا جميع النفقات. ويعرف باسم "بيت الحج الشرقي" لأنه كان يؤوي الحجاج الايرانيين لعقود من الزمن. بعد عام 1951م، عندما أصبح بيت الحجاج الغربي الواقع في 10 شارع هبرسم مقرًا للمجلس البهائي العالمي ، أصبح بيت الحجاج لجميع الحجاج.

#### مركز استقبال الحجاج

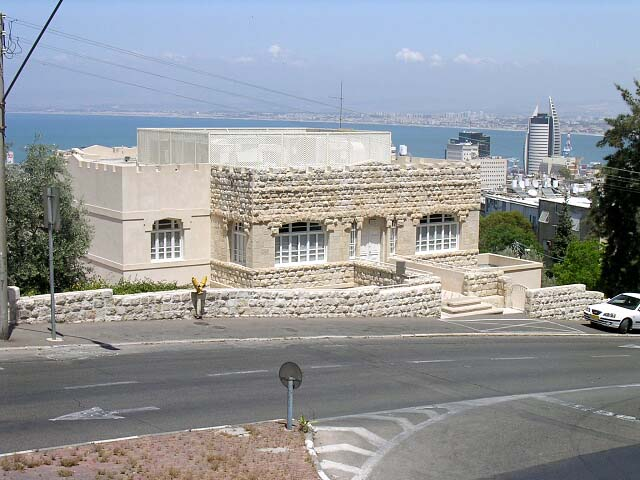
مركز استقبال الحجاج حيفا

مركز استقبال الحجاج أو "مركز استقبال الحجاج في حيفا" كان مركز استقبال الحجاج القديم للحج إلى المواقع القريبة من المركز البهائي العالمي. وهو يتألف من مبنيين ملتصقين لعيادة طبية تاريخية، تم إعادة تصميمهما وافتتاحهما في أكتوبر 2000. أثناء افتتاحه، يمكن للمبنى أن يخدم ما يصل إلى 500 شخص في موسم الحج. وقد تم استبداله الآن بمركز استقبال الحجاج الأحدث الذي يقع بالقرب من مرقد  الباب. 

### مرقد أمة البهاء روحية خانم

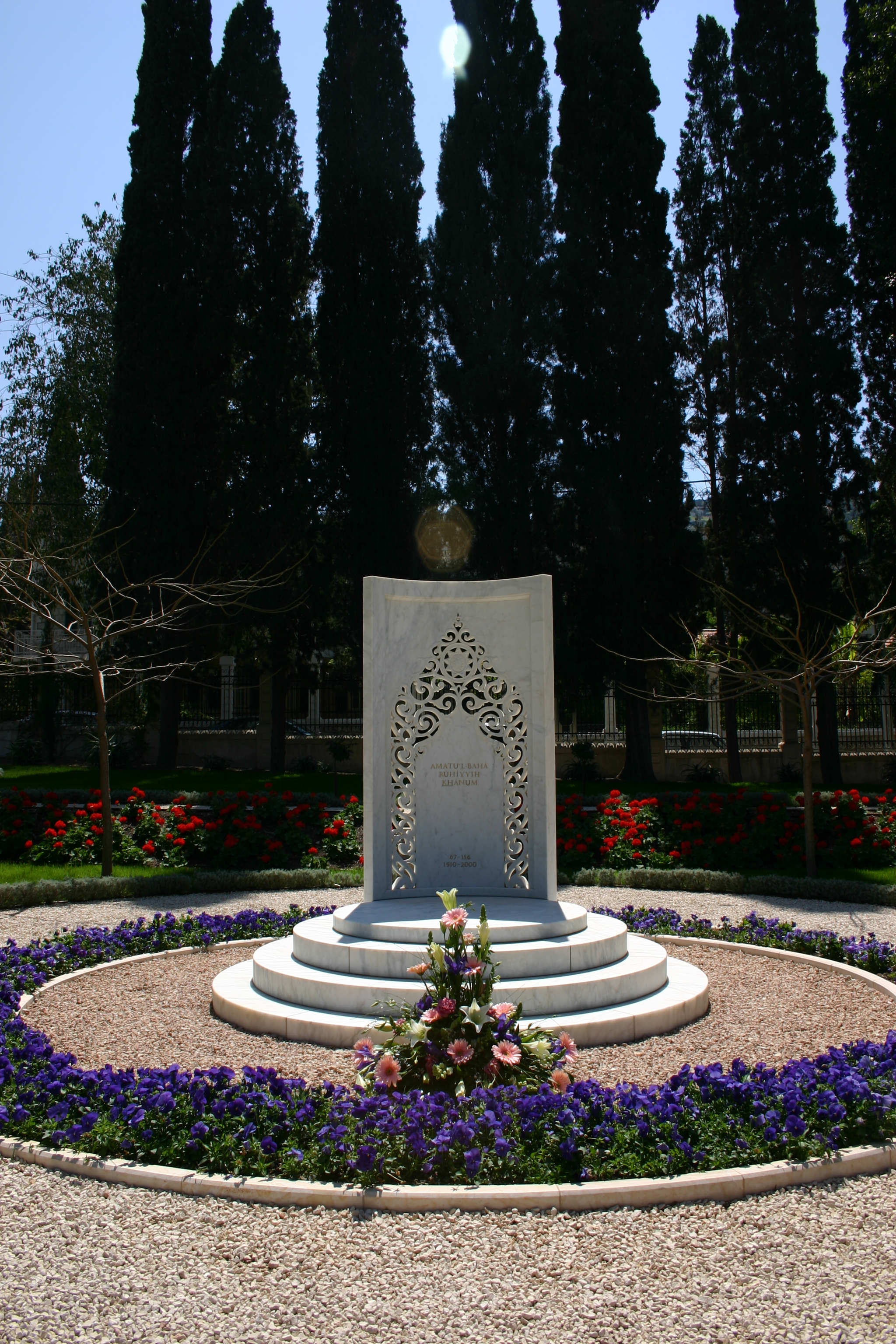
مرقد أمة البهاء روحية خانم.

يقع مرقد أمة البهاء روحية خانم في حيفا، إسرائيل كجزء من المركز البهائي العالمي. تم شراؤه في الأصل للتأكد من عدم بناء المنطقة المحيطة بمنزل  عبد البهاء واستخدامه كحديقة، وقد تم اختياره كمرقد لأمة البهاء روحية خانم بعد وفاتها في عام 2000.

### 75 شارع حتسيونت
75 شارع Hatzionut هو مبنى داخل حيفا وهو جزء من المركز البهائي العالمي الذي لم يتم الاحتفال به بشكل خاص ولكنه كان جزءًا لا يتجزأ من المركز لسنوات عديدة. من بين أمور أخرى تم استخدامه ل:
- المبنى الذي أشرف فيه  شوقي أفندي على تطوير الحدائق البهائية.
- مكتب المهندس المعماري لبناء القوس.
- كما تم الانتهاء من مبنى دار الآثار العالمية قبل المبنى الدائم عام 1957م.

يتم استخدامه حاليًا باسم "دائرة الأماكن المقدسة" البهائي.

### موقع مشرق الأذكار المستقبلي
تم اختيار موقع مشرق الأذكار البهائي على جبل الكرمل. حوالي ثلثي الطريق من المدرجات إلى رأس الجبل، تم شراء الأرض من قبل  شوقي أفندي. وفي أغسطس-آب 1971م، أقام بيت العدل الأعظم مسلة على الموقع، وعلى جانبها الاسم الأعظم. تقع الارض بالقرب من تقاطع شارع ديفيد ماركوس وشارع حاتساف.

## منطقة عكا
تم نفي  بهاءالله وعائلته إلى مدينة السجن عكا، المعروفة باللغة الإنجليزية باسم عكا، على يد السلطان العثماني عبد العزيز. وصل  بهاءالله إلى عكا في 31 أغسطس-آب 1868م، وعاش بقية حياته في منطقة عكا كسجين. خففت ظروف سجنه في حزيران/يونيو 1877م، وانتقل في ذلك الوقت إلى المزرعة وهو لا يزال سجيناً. تم استئجار أو شراء المباني والممتلكات البهائية في عكا خلال هذه الفترة الزمنية.

### بيت عبود

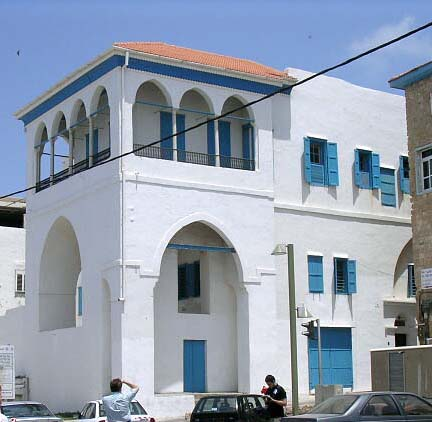
بيت عبود

وبيت عبود يشير في الواقع إلى منزلين:
- المنزل الغربي كان يملكه في الأصل عبود نفسه. كان هذا أول عقار يتم استئجاره بعد إطلاق سراح  بهاءالله من السجن في الإقامة الجبرية.
- المنزل الشرقي الذي كان مملوكًا لعوده خمار في الأصل حتى تركه للعائلة البهائية المقدسة بعد بضع سنوات. كان عوده خمار يمتلك أيضًا قصر البهجة الذي تملكه البهائيون فيما بعد.

كان المنزل مسكنا لزوجة  بهاءالله نواب خانم وعائلتها. وفي هذا المبنى نزّل الكتاب الأقدس.

### بيت عبد الله باشا

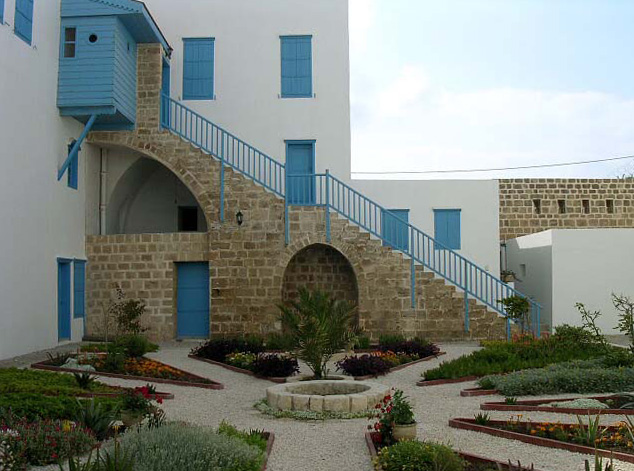
بيت عبد الله باشا

يعد منزل عبد الله باشا أحد المباني التي استخدمتها العائلة البهائية المباركة في منطقة عكا. وكانت مقرا لاقامة  عبد البهاء لتناسب الأسرة المتنامية وتوفر أيضًا مساحة للترحيب بالحجاج الغربيين الذين بدأوا في الوصول.
الاسم مشتق من الوالي المصري إبراهيم باشا، الذي كان يمتلك المبنى في العقود الأولى من القرن التاسع عشر.
تم الترحيب بأول الحجاج الغربيين القادمين هنا في 10 ديسمبر - كانون الأول 1898م.

### حديقة الرضوان

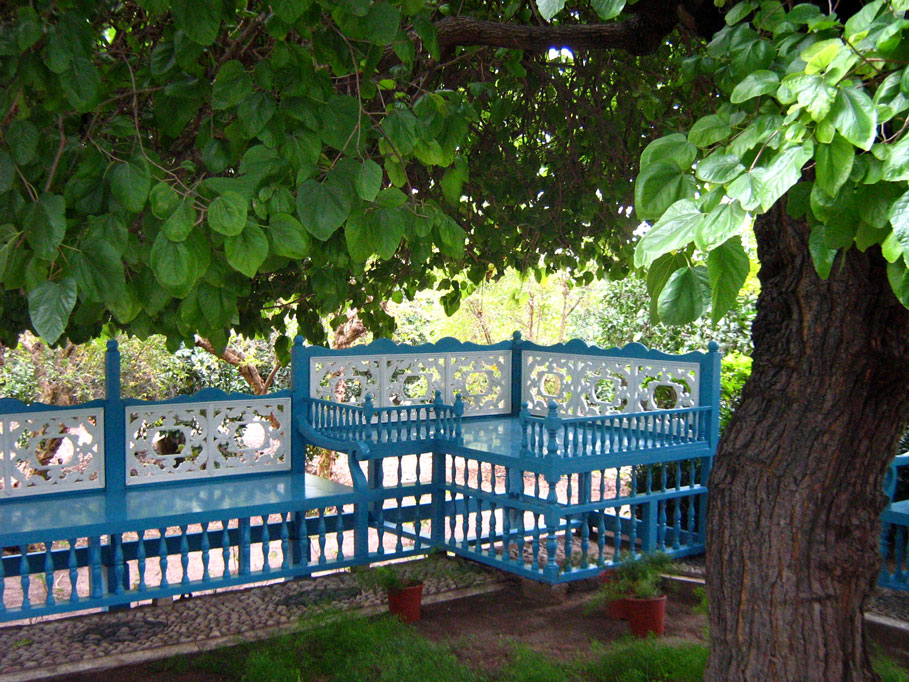
حديقة الرضوان في عكا

حديقة الرضوان (حديقة الجنة) هي مكان مقدس بهائي يقع خارج عكا مباشرة. كانت تُعرف في الأصل باسم "حديقة النعمين"، وقد استأجرها  عبد البهاء ل بهاءالله حيث استمتع بقضاء الجزء الأخير من حياته، بعد أن قضى سنواتٍ في زنزانة سجن مهجورة. وعلى الرغم من أنها تشترك في نفس الاسم، إلا أنها لا تحمل نفس أهمية حديقة الرضوان ببغداد ولا علاقة لها بعيد الرضوان.
خلال ثلاثينيات وأربعينيات القرن العشرين، اختفت أجواء الحديقة على الجزيرة، نتيجة لمشروع تجفيف ضد الملاريا. في عام 2010، تم الانتهاء من مشروع ترميم والحفاظ على الحديقة وقنوات المياه الأصلية المحيطة بها لمدة ثلاث سنوات، وبعد ذلك عادت حديقة الرضوان، التي أشار إليها  بهاءالله باسم "جزيرتنا الخضراء"، جزيرة مرة أخرى. 
في عام 2019م، أعلن بيت العدل الأعظم ، في رسالة الرضوان السنوية ، أنه سيتم بناء مرقد  عبد البهاء المستقبلي بالقرب من حديقة الرضوان. 

### زنزانة سجن  بهاءالله

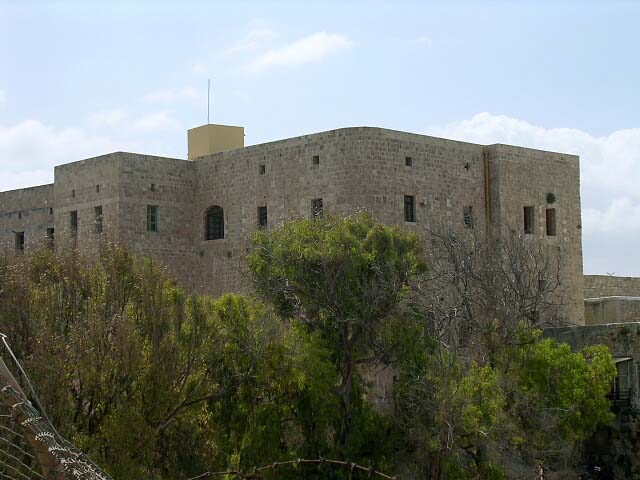
زنزانة سجن بهاءالله في عكا

أصبحت زنزانة السجن التي عاش فيها  بهاءالله بين عامي 1868 و1870م موقعًا للحج البهائي. تم الانتهاء من ترميمه في يونيو- حزيران 2004م. 

## البهجة
البهجة مكان قريب من عكا، حيث قضى  بهاءالله سنوات حياته الأخيرة. بينما كان لا يزال رسميًا سجينًا في الإمبراطورية العثمانية، تم تخفيف ظروف سجنه، واعتبارًا من عام 1879م استخدم قصر البهجة كمنزل له.
على الرغم من أن قصر البهجة معزول نسبيًا، حيث لا يوجد سوى بيت صغير للحجاج والمرقد على بعد عدة مئات من الأمتار، إلا أنه كان يوجد مجمع من المباني التي كانت تستخدم في الغالب من قبل العائلة المباركة الممتدة. وفي عهد  شوقي أفندي، تم شراء هذه المباني (والأراضي المحيطة بها والتي تُستخدم الآن كحدائق) أو مقايضتها بأراضٍ بالقرب من بحيرة طبريا. تم هدم العديد من المباني لأنها كانت تستخدم من قبل غير البهائيين. تم استخدام بلاط الأسطح لرصف ممرات الحديقة، وتم استخدام المواد المستردة من المباني المهدمة لبناء مصدات رياح كبيرة إلى الشمال الشرقي من القصر.

### مرقد  بهاءالله

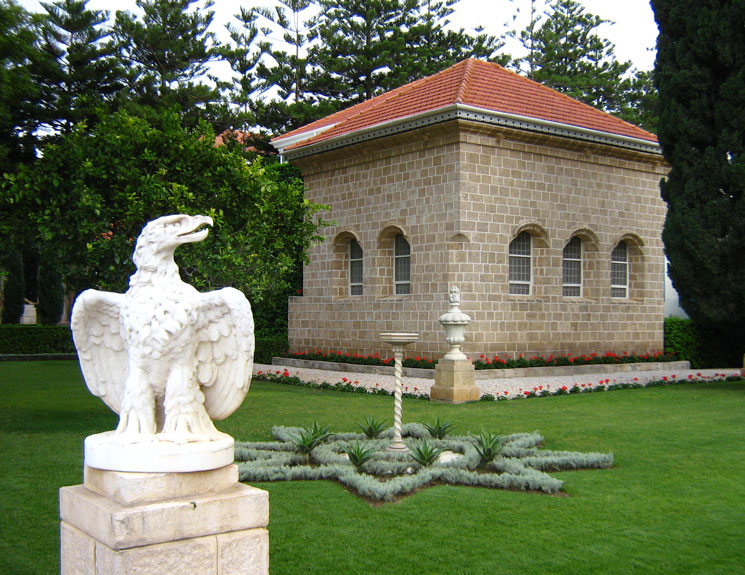
مرقد بهاءالله

يقع مرقد  بهاءالله في البهجة، وهو أقدس مكان للبهائيين — قبلتهم. يحتوي على رفات بهاءالله ويقع بالقرب من المكان الذي توفي فيه في قصر البهجة.

### قصر البهجة

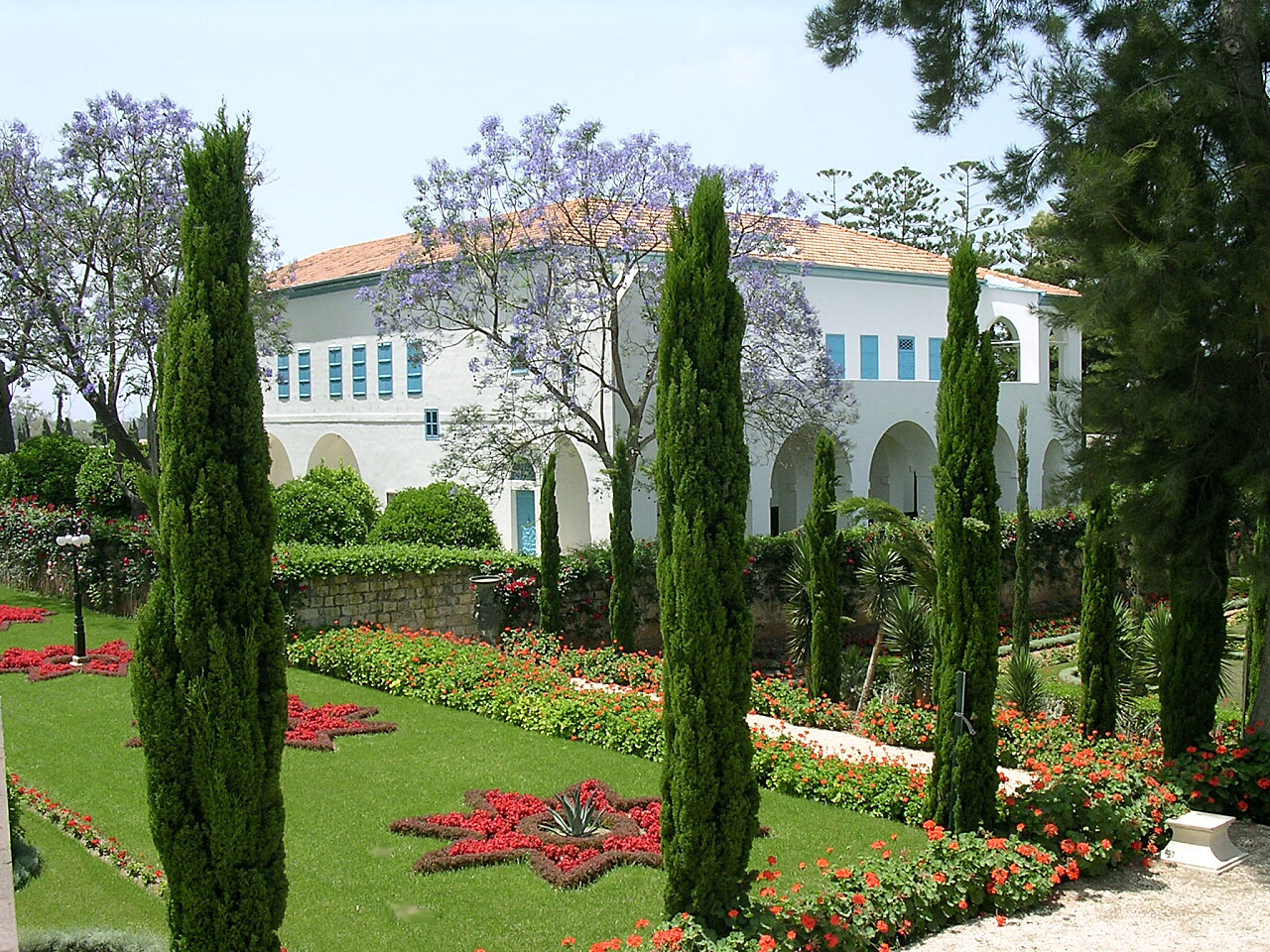
قصر البهجة

قصر البهجة هو المنزل الذي توفى فيه  بهاءالله عام 1892م. تم تشييده في عام 1870م فوق مبنى أصغر سابقًا من قبل عودة خمار [الإنجليزية] ، وهو تاجر ثري من عكا وكان أيضًا المالك الأصلي لبيت عبود. وظلت في حوزة عائلته حتى عام 1879م، عندما أدى الوباء إلى فرار السكان. تم تأجير القصر لاحقًا للعائلة المباركة البهائية مقابل مبلغ بسيط جدًا من المال. لا يزال قبر عودة خمار موجودًا داخل مجمع القصر الرئيسي، في الزاوية الجنوبية الشرقية من الجدار. القصر الآن هو موقع حج بهائي.

### مركز زوار البهجة

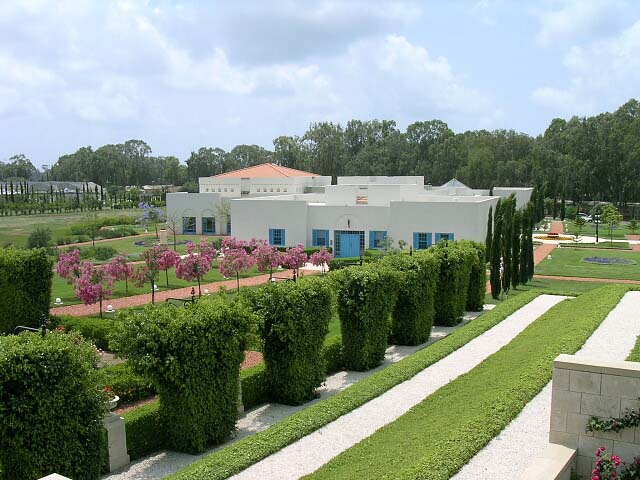
مركز زوار البهجة

يقع مركز زوار البهجة في البهجة وبالقرب من مرقد  بهاءالله، ويحتوي على المرافق الأساسية التي يستخدمها الزوار والحجاج البهائيون.

## قصر المزرعة

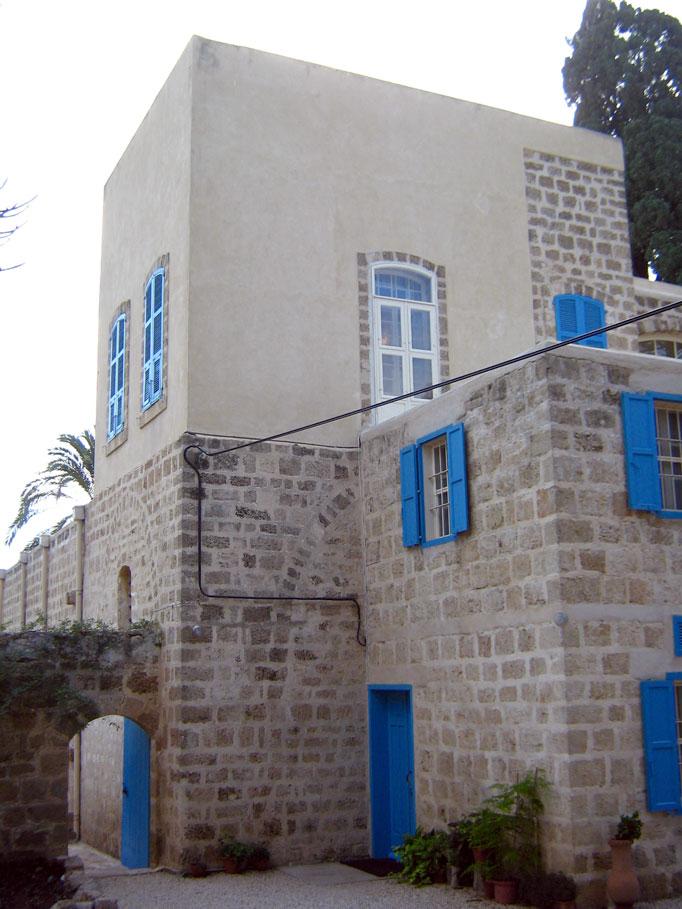
منظر جانبي لقصر المزرعة. يمكن رؤية مقر بهاءالله في الأعلى حيث تم تلبيس الجدران.

تقع على بعد أربعة أميال (6كم) شمال عكا في المزرعة ، استخدم  بهاءالله هذا المنزل الريفي خلال فصل الصيف من يونيو 1877 حتى 1879، قبل أن ينتقل إلى منزل أكبر داخل البهجة. لقد تركه البهائيين لعدة عقود وتمت إعادة هيكلته قليلاً مع إضافة ملحق إلى المقدمة. وهذا يعني أن الدرج الذي كان في الخارج سابقًا أصبح الآن داخل جدران المنزل. كانت في الأصل مملوك لعبد الله باشا.
ففي سبتمبر- ايلول 1980م تم شراء أرض في الركن الشرقي من القصر لتوفير مساحة اضافية للبستان ( من رسالة بيت العدل الأعظم مارس 1973م)